# Africa Proconsularis
Afryka Prokonsularna (Africa Proconsularis, Proconsularis, Africa) – jedna z prowincji imperium rzymskiego. Terytorialnie odpowiada mniej więcej obecnej Tunezji i części wybrzeża Libii. Nazwę, którą wywodzono od Afra – herosa będącego synem Heraklesa, nadali prowincji Rzymianie.
W okresie cesarstwa była prowincją senacką, tzn. władzę zwierzchnią sprawował nad nią senat, a nie cesarz. Afryka Prokonsularna stanowiła "spichlerz Rzymu", będąc obok cesarskiego (zarządzanego przez prefekta) Egiptu głównym obszarem zaopatrzenia w zboże. Piecza nad nią zapewniała senatowi pewną autonomię wobec cesarza, gdyż w przypadku konfliktu pomiędzy nim a władcą, istniała możliwość zablokowania tego źródła aprowizacji.

## Historia
W XI i X wieku p.n.e. osiedlili się Fenicjanie zakładając Kartaginę. Od VII w. p.n.e. osiedlali się Grecy, nazywając ten teren Libią.

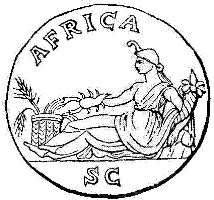
Uosobienie Afryki z charakterystycznymi cechami na monecie Hadriana

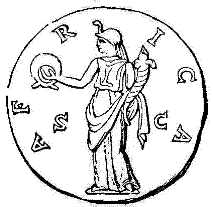
Afryka z jej atrybutami na monecie Antonina Piusa

W 146 r. p.n.e. Rzymianie pokonali i zburzyli Kartaginę. Wbrew pierwotnym zamiarom całkowitego jej zniszczenia, wkrótce potem w tym miejscu powstała kolonia rzymska, a Juliusz Cezar w 44 p.n.e. przywrócił jej starą nazwę. W czasach cesarstwa miasto kwitło jako ośrodek senackiej prowincji Africa Proconsularis będącej spichlerzem Rzymu. 
Prowincja początkowo nosiła nazwę Africa. Po podboju przez Juliusza Cezara ziem położonych na zachód od dawnej prowincji Africa i utworzeniu tam nowej prowincji Africa Nova, dawny obszar nazwano Africa Vetus (Afryka Stara). Oktawian August połączył obie prowincje i tworząc w ten sposób Africa Proconsularis. Później z jej zachodniej części ponownie wydzielono prowincję nazwaną Numidią.
Po reformie administracji cesarstwa przeprowadzonej przez cesarza Dioklecjana, z prowincji tej w południowej jej części wyodrębniono Africa Byzacena ze stolicą w Hadrumetum. Pozostałą część północną dotychczasowej prowincji nazwano Africa Zeugitana, a ponieważ nadal była zarządzana przez prokonsula, zachowała też nazwę Africa Proconsularis.
Głównymi miastami były: 
- Carthago
- Utica
- Hadrumetum

## Rozwój chrześcijaństwa
U schyłku istnienia cesarstwa prowincja stała się ośrodkiem silnie rozprzestrzeniającego się w północnej Afryce starożytnego chrześcijaństwa. Z niej pochodzili m.in. papież Wiktor I oraz nawrócony na chrześcijaństwo filozof Mariusz Wiktoryn. Tertulian (ok. 150-240 r.) jest uważany za ojca łacińskiego języka teologicznego. Nauczanie Cypriana z Kartaginy (ok. 200-258 r.) oraz później Augustyna z Hippony (354-430 r.) decydująco wpłynęło na ukształtowanie się teologii Kościoła zachodniego.
Biskup Kartaginy – prymas Afryki Prokonsularnej, był niekiedy nazywany prymasem Afryki.

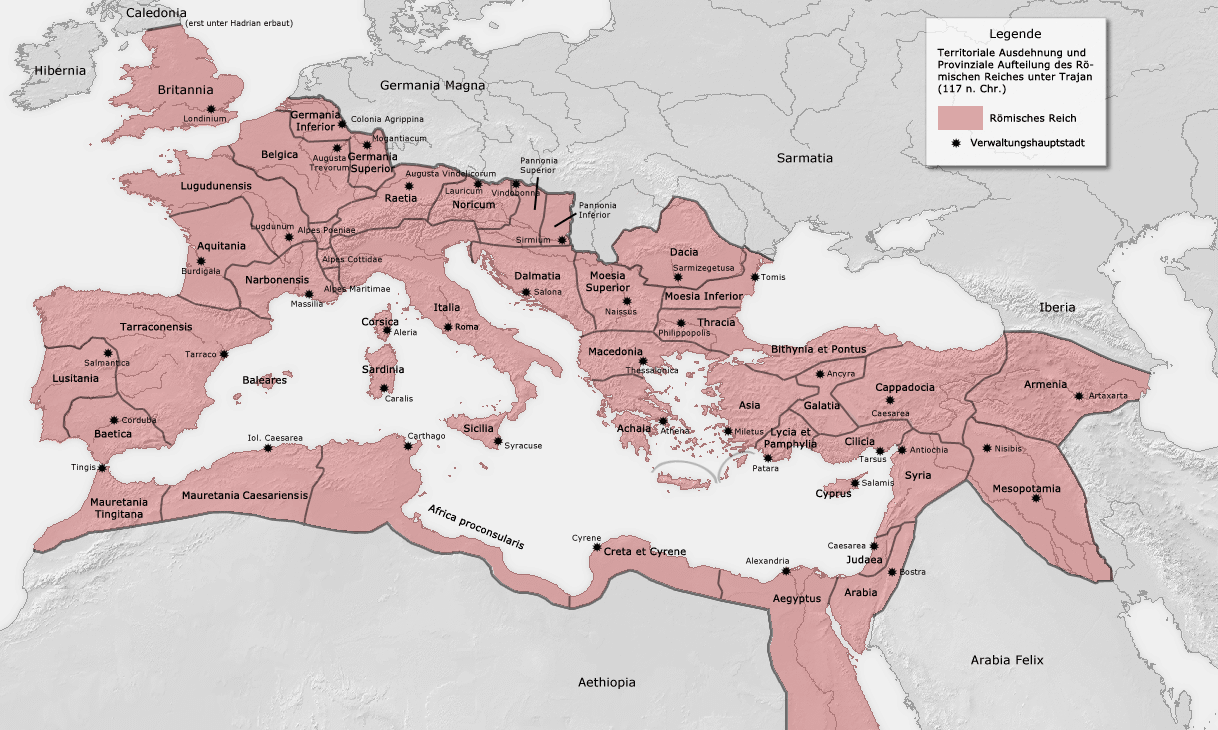
Prowincje rzymskie za czasów cesarza Trajana (53-117).